# Tanquián de Escobedo
Tanquián de Escobedo é um município do estado de San Luis Potosí, no México.